# La Guerre d'Hanna
Pour plus de détails, voir Fiche technique et Distribution.
La Guerre d'Hanna (Hanna's War) est un film biographique américain réalisé par Menahem Golan et sorti en 1988.
Le film est adapté de l'autobiographie The Diaries of Hanna Senesh de Hannah Szenes et du roman biographique A Great Wind Cometh de Yoel Palgi. Il s'agit d'un film de guerre détaillant l'histoire vraie d'Hannah Szenes, de la Hongrie à Israël.

## Synopsis
Hannah Senesh était une écolière hongroise aux aspirations poétiques. Face à la montée des tensions antisémites à Budapest, Hanna quitte sa mère Katalin et sa famille pour aller travailler dans un kibboutz dans ce qui était alors la Palestine mandataire. Elle y est recrutée par l'armée de l'air britannique (RAF) pour une mission dangereuse : la RAF forme des volontaires et les parachute au-dessus de leur terre natale s'ils acceptent d'aider des aviateurs britanniques dont l’avion a été abattu à s'échapper du territoire ennemi. Se rendant compte qu'il pourrait s'agir d'une mission suicide, Hanna accepte la mission parce qu'elle pense que sa famille, toujours en vie à Budapest, pourrait bientôt être emmenée dans les camps de la mort par les nazis. Au cours de sa mission, Hanna est capturée par les nazis et subit un long et tortueux interrogatoire sous la direction du capitaine Thomas Rosza. Son courage et sa volonté indomptable face à la torture, à la peur et à la mort feront d'elle une source d'inspiration pour les alliés et le monde entier.

## Fiche technique
- Titre français : La Guerre d'Hanna[1]
- Titre original : Hanna's War[2]
- Réalisateur : Menahem Golan
- Scénario : Menahem Golan, Stanley Mann
- Photographie : Elemér Ragályi (hu)
- Montage : Alain Jakubowicz, Dory Lubliner
- Musique : Dov Seltzer (ro)
- Décors : Fred Carter
- Production : Yoram Globus, Menahem Golan
- Sociétés de production : Cannon Group
- Pays de production :  États-Unis
- Langue originale : anglais, hongrois
- Format : couleurs
- Durée : 148 minutes
- Genre : film biographique
- Dates de sortie :
  - Israël : 14 avril 1988 (Tel Aviv)
  - France : 21 septembre 1988
  - États-Unis : 23 novembre 1988 (New York)

## Distribution
- Ellen Burstyn : Katalin
- Maruschka Detmers : Hannah Szenes
- Anthony Andrews : McCormack
- Donald Pleasence :  Capitaine Thomas Rosza
- David Warner : Capitaine Julian Simon
- Vincent Riotta (en) : Yoel
- Avi Korein : Eliyahou Golomb
- Ingrid Pitt : Margit
- John Stride (en) : Dr. Komoly
- Shimon Finkel : David Ben Gourion

## Production
Le film a été tourné en Israël et en Hongrie. Au début du développement, Helena Bonham Carter a joué le rôle d'Hanna et Peter Weir a signé pour la réalisation. En raison de retards dans le tournage, Carter et Weir ont abandonné le projet.